# Station Audruicq
Station Audruicq is een spoorwegstation in de Franse gemeente Audruicq.

## Treindienst
| Serie | Treinsoort | Route                                                                            | Bijzonderheden |
| ----- | ---------- | -------------------------------------------------------------------------------- | -------------- |
| K 71  | TER (SNCF) | Lille-Flandres – Armentières – Hazebrouck – Saint-Omer – Audruicq – Calais-Ville |                |
| P 54  | TER (SNCF) | Arras – Lens – Béthune – Hazebrouck – Saint-Omer – Audruicq – Calais-Ville       |                |
| P 71  | TER (SNCF) | Hazebrouck – Saint-Omer – Audruicq – Les Fontinettes – Calais-Ville              |                |